# Joel Stransky
Joel Theodore Stransky (Pietermaritzburg, 16 de julio de 1967) es un exjugador sudafricano de rugby que se desempeñaba como apertura.
Stransky jugó con los Springboks durante tres años, disputando 22 partidos. Integró al seleccionado afrikáans que disputó el mundial de Sudáfrica 1995, la primera participación mundialista de Sudáfrica luego de la suspensión deportiva por la política del apartheid, siendo campeón del Mundo con aquel conjunto apoyado por Nelson Mandela y que significó la unión nacional de la nueva Sudáfrica.

## Biografía
Stransky nació en Pietermaritzburg, Sudáfrica. Fue educado en Maritzburg College, donde tuvo de entrenador a Skonk Nicholson, una figura bien conocida en el rugby colegial sudafricano. Después de su servicio militar obligatorio en Pretoria, regresó a Natal para estudiar en la Universidad de Natal.
Se trasladó a Italia para jugar profesionalmente y regresó a Sudáfrica en 1994 cuando la World Rugby encaminaba el rugby al profesionalismo y a la vez un nuevo país surgía, además de que comenzaba la preparación para el debut mundialista de los Springboks.
Se retiró del rugby profesional en 1999, luego de consagrarse campeón de la liga inglesa con Leicester.
En la película Invictus de 2009, Stransky es interpretado por Scott Eastwood hijo del director de la película Clint Eastwood.

## Participaciones en Copas del Mundo
La Copa Mundial de Rugby de 1995, era el debut de la selección de Sudáfrica en una Copa del Mundo, después de impedírsele la participación en las dos primeras ediciones por el apartheid. El país se encontraba en transición, tras el derrumbe del apartheid y la llegada de Nelson Mandela a la presidencia del país en mayo de 1994. Mandela dio todo su apoyo a los Springboks, que en aquel momento solo contaban con un jugador de raza negra, Chester Williams y los Springboks fueron vistos como representantes de toda Sudáfrica, despertando un fuerte nacionalismo en los sudafricanos, a medida que el equipo avanzaba en el torneo.
Los Springboks inauguraron el mundial frente a los campeones vigentes, los Wallabies, ganando 27-18. Le seguirían victorias frente a Rumania y Canadá para ganar el grupo. En cuartos de final enfrentarían a Samoa ganando cómodamente y derrotando a Les Blues 19-15 en semifinales. Finalmente jugaron la final contra los All Blacks, quiénes eran claros favoritos por el tremendo desempeño en el torneo y con jugadores como el apertura Andrew Mehrtens y principalmente Jonah Lomu en sus filas. La final se disputó en el estadio Ellis Park de Johannesburgo, es recordada por el acercamiento de los Springboks durante el Haka y por ser la primera vez en un mundial, que se jugó un tiempo extra. En un partido muy parejo que finalizó en un empate a 12 y de mucha tensión, los tres puntos del drop de Joel Stransky dieron la victoria sudafricana en tiempo suplementario, 15-12.
| Mundial                       | Sede      | Resultado | PJ | Pts |
| ----------------------------- | --------- | --------- | -- | --- |
| Copa Mundial de Rugby de 1995 | Sudáfrica | Campeón   | 4  | 61  |